# Dyskografia Sandry
Dyskografia Sandry, niemieckiej piosenkarki euro disco i pop, składa się z dziesięciu albumów studyjnych, ośmiu kompilacji i czterdziestu siedmiu singli. Jej wideografia obejmuje trzy wydawnictwa wideo i dwadzieścia sześć teledysków.
Sandra wydała swój pierwszy singel jako 14-latka w 1976 roku, a następnie przez kilka lat występowała w zespole Arabesque. Karierę solową rozpoczęła właściwie w 1984 roku, wiążąc się z niemieckim oddziałem Virgin Records i wydając niemieckojęzyczny cover utworu „Big in Japan” zespołu Alphaville. Przełomem okazał się singel „(I’ll Never Be) Maria Magdalena”, który w 1985 roku stał się dużym międzynarodowym przebojem, zajmując pierwsze miejsce w wielu krajach w Europie i rozchodząc się w ilości ponad 5 milionów egzemplarzy. Razem z Michaelem Cretu jako menedżerem, kompozytorem i producentem, a prywatnie jej partnerem, Sandra wylansowała w kolejnych latach następne duże hity, m.in. „In the Heat of the Night” (1985), „Everlasting Love” (1987), „Secret Land” (1988), „Hiroshima” (1990) i „Don't Be Aggressive” (1992). Sprzedała do tej pory ponad 30 milionów płyt, co stawia ją w czołówce niemieckich piosenkarek.

## Albumy

### Albumy studyjne
| Rok  | Tytuł               | Najwyższe pozycje | Najwyższe pozycje | Najwyższe pozycje | Najwyższe pozycje | Najwyższe pozycje | Najwyższe pozycje | Najwyższe pozycje | Najwyższe pozycje | Najwyższe pozycje | Najwyższe pozycje | Najwyższe pozycje | Certyfikaty                                                                    |
| Rok  | Tytuł               | [ 3 ]             | [ 4 ]             | [ 5 ]             | [ 6 ]             | [ 7 ]             | [ 8 ]             | [ 9 ]             | [ 10 ]            | [ 11 ]            | [ 12 ]            | [ 13 ]            | Certyfikaty                                                                    |
| ---- | ------------------- | ----------------- | ----------------- | ----------------- | ----------------- | ----------------- | ----------------- | ----------------- | ----------------- | ----------------- | ----------------- | ----------------- | ------------------------------------------------------------------------------ |
| 1985 | The Long Play       | 12                | 18                | 4                 | —                 | 43                | 1                 | 2                 | 8                 | 25                | —                 | —                 | - Niemcy: złota płyta - Francja: złota płyta - Finlandia: platynowa płyta      |
| 1986 | Mirrors             | 16                | —                 | 13                | —                 | —                 | 15                | 40                | 14                | —                 | —                 | —                 | - Szwajcaria: złota płyta                                                      |
| 1988 | Into a Secret Land  | 14                | 13                | 9                 | 14                | —                 | 10                | 22                | 18                | —                 | —                 | —                 | - Niemcy: złota płyta - Francja: platynowa płyta - Szwajcaria: platynowa płyta |
| 1990 | Paintings in Yellow | 4                 | 14                | 8                 | 13                | —                 | 28                | 30                | —                 | —                 | —                 | —                 | - Niemcy: złota płyta - Francja: złota płyta - Szwajcaria: platynowa płyta     |
| 1992 | Close to Seven      | 7                 | 26                | 13                | 18                | 87                | —                 | 27                | 20                | —                 | —                 | —                 |                                                                                |
| 1995 | Fading Shades       | 42                | —                 | 37                | —                 | —                 | —                 | —                 | —                 | —                 | —                 | —                 |                                                                                |
| 2002 | The Wheel of Time   | 8                 | 63                | 68                | —                 | —                 | —                 | —                 | —                 | —                 | —                 | —                 |                                                                                |
| 2007 | The Art of Love     | 16                | —                 | 88                | 159               | —                 | —                 | —                 | —                 | —                 | 26                | —                 |                                                                                |
| 2009 | Back to Life        | 26                | —                 | 83                | —                 | —                 | —                 | —                 | —                 | —                 | —                 | 47                |                                                                                |
| 2012 | Stay in Touch       | 20                | —                 | 51                | 119               | —                 | —                 | —                 | —                 | —                 | —                 | 40                |                                                                                |

### Kompilacje
| Rok  | Tytuł                            | Najwyższe pozycje | Najwyższe pozycje | Najwyższe pozycje | Najwyższe pozycje | Najwyższe pozycje | Najwyższe pozycje | Najwyższe pozycje | Najwyższe pozycje | Najwyższe pozycje | Najwyższe pozycje | Najwyższe pozycje | Certyfikaty                                                                |
| Rok  | Tytuł                            | [ 3 ]             | [ 4 ]             | [ 5 ]             | [ 6 ]             | [ 19 ]            | [ 7 ]             | [ 8 ]             | [ 9 ]             | [ 10 ]            | [ 12 ]            | [ 13 ]            | Certyfikaty                                                                |
| ---- | -------------------------------- | ----------------- | ----------------- | ----------------- | ----------------- | ----------------- | ----------------- | ----------------- | ----------------- | ----------------- | ----------------- | ----------------- | -------------------------------------------------------------------------- |
| 1987 | Ten on One (The Singles)         | 19                | 28                | 14                | —                 | —                 | —                 | —                 | —                 | —                 | —                 | —                 | - Niemcy: złota płyta - Francja: złota płyta - Szwajcaria: platynowa płyta |
| 1988 | Everlasting Love                 | —                 | —                 | —                 | —                 | —                 | —                 | —                 | —                 | —                 | —                 | —                 |                                                                            |
| 1992 | 18 Greatest Hits (The Essential) | 10                | —                 | 27                | 4                 | 5                 | 81                | 1                 | 36                | —                 | 39                | —                 | - Niemcy: złota płyta - Francja: platynowa płyta - Polska: złota płyta     |
| 1999 | My Favourites                    | 16                | —                 | 43                | 16                | —                 | —                 | —                 | —                 | 15                | —                 | —                 |                                                                            |
| 2006 | Reflections                      | 44                | —                 | —                 | 145               | —                 | —                 | —                 | —                 | —                 | —                 | —                 |                                                                            |
| 2009 | The Platinum Collection          | —                 | —                 | —                 | —                 | —                 | —                 | —                 | —                 | —                 | 18                | —                 |                                                                            |
| 2012 | So80s Presents Sandra            | 50                | —                 | —                 | —                 | —                 | —                 | —                 | —                 | —                 | —                 | —                 |                                                                            |
| 2016 | The Very Best of Sandra          | 50                | —                 | —                 | —                 | —                 | —                 | —                 | —                 | —                 | 42                | 92                |                                                                            |

## Single

### Regularne single komercyjne
| Rok  | Tytuł                                           | Najwyższe pozycje | Najwyższe pozycje | Najwyższe pozycje | Najwyższe pozycje | Najwyższe pozycje | Najwyższe pozycje | Najwyższe pozycje | Najwyższe pozycje | Najwyższe pozycje | Najwyższe pozycje | Najwyższe pozycje | Certyfikaty                                                          | Album                    |
| Rok  | Tytuł                                           | [ 3 ]             | [ 4 ]             | [ 5 ]             | [ 21 ]            | [ 22 ]            | [ 7 ]             | [ 23 ]            | [ 9 ]             | [ 10 ]            | [ 11 ]            | [ 24 ]            | Certyfikaty                                                          | Album                    |
| ---- | ----------------------------------------------- | ----------------- | ----------------- | ----------------- | ----------------- | ----------------- | ----------------- | ----------------- | ----------------- | ----------------- | ----------------- | ----------------- | -------------------------------------------------------------------- | ------------------------ |
| 1976 | „Andy mein Freund”                              | —                 | —                 | —                 | —                 | —                 | —                 | —                 | —                 | —                 | —                 | —                 |                                                                      | Tylko na singlu          |
| 1984 | „Japan ist weit”                                | —                 | —                 | —                 | —                 | —                 | —                 | —                 | —                 | —                 | —                 | –                 |                                                                      | Tylko na singlu          |
| 1985 | „(I’ll Never Be) Maria Magdalena”               | 1                 | 1                 | 1                 | 5                 | 3                 | 2                 | 1                 | 1                 | 1                 | 2                 | 87                | - Niemcy: złota płyta - Francja: srebrna płyta                       | The Long Play            |
| 1985 | „In the Heat of the Night”                      | 2                 | 6                 | 2                 | 5                 | 3                 | 13                | 2                 | 2                 | —                 | 11                | —                 | - Francja: srebrna płyta                                             | The Long Play            |
| 1986 | „Little Girl”                                   | 14                | 27                | 18                | —                 | 38                | —                 | 21                | —                 | —                 | —                 | —                 |                                                                      | The Long Play            |
| 1986 | „Innocent Love”                                 | 11                | —                 | 14                | 10                | —                 | —                 | 12                | —                 | 6                 | 30                | —                 |                                                                      | Mirrors                  |
| 1986 | „Hi! Hi! Hi!”                                   | 7                 | 12                | 20                | 13                | —                 | 47                | 7                 | —                 | —                 | 36                | —                 |                                                                      | Mirrors                  |
| 1986 | „Loreen”                                        | 23                | —                 | 29                | —                 | —                 | —                 | —                 | —                 | —                 | —                 | —                 |                                                                      | Mirrors                  |
| 1987 | „Midnight Man”                                  | 24                | —                 | —                 | —                 | 34                | —                 | —                 | —                 | —                 | 50                | —                 |                                                                      | Mirrors                  |
| 1987 | „Everlasting Love”                              | 5                 | 6                 | 5                 | 12                | 14                | 12                | —                 | —                 | —                 | 17                | 45                | - Niemcy: złota płyta - Francja: srebrna płyta - Belgia: złota płyta | Ten on One (The Singles) |
| 1988 | „Stop for a Minute”                             | 9                 | —                 | 14                | —                 | —                 | —                 | —                 | —                 | —                 | —                 | —                 |                                                                      | Ten on One (The Singles) |
| 1988 | „Heaven Can Wait"                               | 12                | 4                 | 16                | 6                 | —                 | —                 | 12                | —                 | —                 | —                 | 97                | - Francja: srebrna płyta                                             | Into a Secret Land       |
| 1988 | „Secret Land”                                   | 7                 | 17                | 9                 | 26                | —                 | 81                | 20                | 15                | —                 | 16                | —                 |                                                                      | Into a Secret Land       |
| 1988 | „We'll Be Together”                             | 9                 | 16                | 22                | 13                | —                 | —                 | 15                | —                 | —                 | —                 | —                 |                                                                      | Into a Secret Land       |
| 1989 | „Around My Heart”                               | 11                | 23                | 19                | 28                | —                 | —                 | 27                | —                 | —                 | —                 | —                 |                                                                      | Into a Secret Land       |
| 1990 | „Hiroshima”                                     | 4                 | —                 | 4                 | 16                | —                 | —                 | 15                | —                 | —                 | —                 | —                 |                                                                      | Paintings in Yellow      |
| 1990 | „(Life May Be) A Big Insanity”                  | 27                | —                 | —                 | 41                | —                 | —                 | —                 | —                 | —                 | —                 | —                 |                                                                      | Paintings in Yellow      |
| 1990 | „One More Night”                                | 31                | —                 | —                 | —                 | —                 | —                 | —                 | —                 | —                 | —                 | —                 |                                                                      | Paintings in Yellow      |
| 1992 | „Don't Be Aggressive”                           | 17                | 30                | 24                | 39                | —                 | 51                | 8                 | 27                | 7                 | —                 | —                 |                                                                      | Close to Seven           |
| 1992 | „I Need Love”                                   | —                 | —                 | —                 | —                 | —                 | —                 | —                 | —                 | —                 | —                 | —                 |                                                                      | Close to Seven           |
| 1992 | „Johnny Wanna Live”                             | 37                | —                 | —                 | —                 | —                 | 67                | —                 | —                 | —                 | —                 | —                 |                                                                      | 18 Greatest Hits         |
| 1993 | „Maria Magdalena” (Remix)                       | —                 | —                 | —                 | —                 | —                 | —                 | 8                 | —                 | —                 | —                 | —                 |                                                                      | Tylko na singlu          |
| 1995 | „Nights in White Satin”                         | 86                | —                 | —                 | —                 | —                 | —                 | 14                | —                 | —                 | —                 | —                 |                                                                      | Fading Shades            |
| 1995 | „Won't Run Away”                                | —                 | —                 | —                 | —                 | —                 | —                 | —                 | —                 | —                 | —                 | —                 |                                                                      | Fading Shades            |
| 1999 | „Secret Land” (Remix)                           | 69                | —                 | —                 | —                 | —                 | —                 | —                 | —                 | —                 | —                 | —                 |                                                                      | My Favourites            |
| 2001 | „Forever”                                       | 47                | —                 | —                 | —                 | —                 | —                 | —                 | —                 | —                 | —                 | —                 |                                                                      | The Wheel of Time        |
| 2002 | „Such a Shame”                                  | 76                | —                 | —                 | —                 | —                 | —                 | —                 | —                 | —                 | —                 | —                 |                                                                      | The Wheel of Time        |
| 2002 | „I Close My Eyes”                               | 93                | —                 | —                 | —                 | —                 | —                 | —                 | —                 | —                 | —                 | —                 |                                                                      | The Wheel of Time        |
| 2006 | „Secrets of Love” (oraz DJ BoBo)                | 13                | 39                | 5                 | —                 | —                 | —                 | —                 | —                 | —                 | —                 | —                 |                                                                      | Greatest Hits (DJ BoBo)  |
| 2007 | „The Way I Am”                                  | 50                | —                 | —                 | —                 | —                 | —                 | —                 | —                 | —                 | —                 | —                 |                                                                      | The Art of Love          |
| 2007 | „In the Heat of the Night” (Remix)              | —                 | —                 | —                 | —                 | —                 | —                 | —                 | —                 | —                 | —                 | —                 |                                                                      | Reflections              |
| 2007 | „What Is It About Me”                           | —                 | —                 | —                 | —                 | —                 | —                 | —                 | —                 | —                 | —                 | —                 |                                                                      | The Art of Love          |
| 2009 | „In a Heartbeat”                                | 59                | —                 | —                 | —                 | —                 | —                 | —                 | —                 | —                 | —                 | —                 |                                                                      | Back to Life             |
| 2009 | „The Night Is Still Young” (oraz Thomas Anders) | 46                | —                 | —                 | —                 | —                 | —                 | —                 | —                 | —                 | —                 | —                 |                                                                      | Back to Life             |
| 2012 | „Maybe Tonight”                                 | 77                | —                 | —                 | —                 | —                 | —                 | —                 | —                 | —                 | —                 | —                 |                                                                      | Stay in Touch            |
| 2012 | „Infinite Kiss”                                 | —                 | —                 | —                 | —                 | —                 | —                 | —                 | —                 | —                 | —                 | —                 |                                                                      | Stay in Touch            |
| 2016 | „In the Heat of the Night” (Remix)              | —                 | —                 | —                 | —                 | —                 | —                 | —                 | —                 | —                 | —                 | —                 |                                                                      | The Very Best of Sandra  |

### Single promocyjne
| Rok  | Tytuł                      | Informacje                                | Album              |
| ---- | -------------------------- | ----------------------------------------- | ------------------ |
| 1988 | „Sisters and Brothers”     | Wydany tylko w Japonii.                   | The Long Play      |
| 1989 | „La vista de luna”         | Wydany tylko w Hiszpanii.                 | Into a Secret Land |
| 1992 | „Steady Me”                | Wydany tylko w Niemczech.                 | Close to Seven     |
| 1992 | „Seal It Forever”          | Singel radiowy; wydany tylko w Brazylii.  | Close to Seven     |
| 1999 | „In the Heat of the Night” | Wydany tylko we Francji.                  | My Favourites      |
| 1999 | „Maria Magdalena”          | Wydany tylko we Francji.                  | My Favourites      |
| 2002 | „Forgive Me”               | Wydany tylko w Niemczech.                 | The Wheel of Time  |
| 2006 | „Everlasting Love 2006”    | Singel radiowy; wydany tylko w Niemczech. | Reflections        |
| 2006 | „Around My Heart 2006”     | Singel radiowy; wydany tylko w Polsce.    | Reflections        |
| 2007 | „All You Zombies”          | Singel radiowy; wydany tylko w Polsce.    | The Art of Love    |

## Wideografia

### DVD
| Rok  | Tytuł                    | Informacje                     | [ 27 ] | Certyfikaty           |
| ---- | ------------------------ | ------------------------------ | ------ | --------------------- |
| 1987 | Ten on One (The Singles) | - Format: VHS - Czas: 56 min.  | —      | - Niemcy: złota płyta |
| 1992 | 18 Greatest Hits         | - Format: VHS - Czas: 71 min.  | —      |                       |
| 2003 | The Complete History     | - Format: DVD - Czas: 137 min. | 94     | - Niemcy: złota płyta |

### Teledyski
| Rok  | Tytuł                             | Reżyser                                |
| ---- | --------------------------------- | -------------------------------------- |
| 1985 | „(I’ll Never Be) Maria Magdalena” | Mike Leckebusch                        |
| 1985 | „In the Heat of the Night”        | Michael Bentele                        |
| 1986 | „Little Girl”                     | Mike Stiebel                           |
| 1986 | „Innocent Love”                   | DoRo (Rudi Dolezal i Hannes Rossacher) |
| 1986 | „Hi! Hi! Hi!”                     | DoRo (Rudi Dolezal i Hannes Rossacher) |
| 1986 | „Loreen”                          | Kai von Kotze                          |
| 1987 | „Midnight Man”                    | Wolfgang Simon i Michael van Almsick   |
| 1987 | „Everlasting Love”                | DoRo                                   |
| 1988 | „Stop for a Minute”               | DoRo                                   |
| 1988 | „Heaven Can Wait”                 | DoRo                                   |
| 1988 | „Secret Land”                     | Bulle Bernd                            |
| 1988 | „We'll Be Together”               | Bulle Bernd                            |
| 1989 | „Around My Heart”                 | Bulle Bernd                            |
| 1990 | „Hiroshima”                       | Roland Willaert                        |
| 1990 | „(Life May Be) A Big Insanity”    | Howard Greenhalgh                      |
| 1990 | „One More Night”                  | Dieter Trattmann                       |
| 1992 | „Don’t Be Aggressive”             | Howard Greenhalgh                      |
| 1992 | „I Need Love”                     | Howard Greenhalgh                      |
| 1992 | „Johnny Wanna Live”               | Howard Greenhalgh                      |
| 1993 | „Maria Magdalena Remix '93”       | Marcus Adams                           |
| 1995 | „Nights in White Satin”           | Angel Hart                             |
| 1999 | „Secret Land Remix '99”           | Thomas Job                             |
| 2001 | „Forever”                         | Thomas Job                             |
| 2006 | „Secrets of Love”                 | Robert Bröllochs                       |
| 2009 | „The Night Is Still Young”        | Susanne Sigi                           |
| 2012 | „Infinite Kiss”                   | Jens Gad i Susanne Sigi                |